# Sharon Cherop
Sharon Jemutai Cherop (née le 16 mars 1984) est une athlète kényane, spécialiste du fond et du marathon.
Elle débute sur des courses de 5 000 m ou 10 000 m à Nairobi en 1999-2000, mais n'obtient des résultats significatifs qu'aux Jeux du Commonwealth à New Delhi où elle termine un demi-marathon en 1 h 8 min 51 s. Son meilleur marathon est de 2 h 22 min 43 s à Toronto le 26 septembre 2010 (son premier marathon semble être celui de Saint Paul (Minnesota) en 2007.
Médaillée de bronze lors des Championnats du monde junior à Santiago du Chili en 2000 sur 5 000 m, elle renouvelle cet exploit en sénior en marathon à Daegu 2011 en 2 h 29 min 14 s. En 2002, elle avait terminé 10e des Championnats de cross à Dublin.
En 2012, elle remporte le 116e marathon de Boston en 2 h 31 min 50 s.

## Palmarès
| Date | Compétition        | Lieu   | Résultat | Épreuve  | Performance     |
| ---- | ------------------ | ------ | -------- | -------- | --------------- |
| 2011 | Marathon de Boston | Boston | 3e       | Marathon | 2 h 22 min 42 s |
| 2012 | Marathon de Boston | Boston | 1re      | Marathon | 2 h 31 min 50 s |
| 2013 | Marathon de Boston | Boston | 3e       | Marathon | 2 h 27 min 1 s  |
| 2013 | Marathon de Berlin | Berlin | 2e       | Marathon | 2 h 22 min 28 s |
| 2015 | Marathon de Boston | Boston | 5e       | Marathon | 2 h 26 min 05 s |
| 2023 | Marathon de Milan  | Milan  | 1re      | Marathon | 2 h 26 min 12 s |